# 영월향교
영월향교(寧越鄕校)는 대한민국 강원특별자치도 영월군 영월읍에 있는 향교이다. 1985년 1월 17일 강원특별자치도의 유형문화재 제100호로 지정되었다.

## 개요
향교는 훌륭한 유학자를 제사하고 지방민의 유학교육과 교화를 위하여 나라에서 지은 교육기관이다.
영월에 향교가 지어진 것은 태조 7년(1398)으로 전한다. 1950년 한국전쟁 때 대성전을 제외한 모든 건물이 불에 탔으며, 1973년에 대성전을 고쳤다. 현재 남아있는 건물로는 대성전과 정문인 풍화루 등이 있다.
조선시대에는 국가로부터 토지와 노비·서적을 지급 받아 학생들을 가르쳤으나 갑오개혁(1894) 이후 새로운 학문으로 인해 교육적 기능을 잃고 봄·가을 2차례에 걸쳐 공자에게 제사를 지내고 있다.

## 참고 자료
- 영월향교 - 국가유산청 국가유산포털